# アニメ浪曲紀行 清水次郎長伝
『アニメ浪曲紀行 清水次郎長伝』（アニメろうきょくきこう しみずのじろちょうでん）は、2000年4月から11月に毎日放送で放送されていたテレビアニメ。全10話。

## 概要
テイチクエンタテインメント版の広沢虎造の音源をもとに、15分間のアニメとして構成。

## スタッフ
- 監督 - 小林三男
- 脚色 - 小菅一夫
- キャラクターデザイン - 児玉喬夫
- キーアニメーター - 三輪南平
- 作画監督 - 山田みちしろ
- 美術監督 - 大野広司
- 音楽監督 - 図司文彦
- 音響 - 大熊昭、大城久典
- 音楽プロデューサー - 田辺むつみ
- オープニング&エンディングCG - トマソン
- プロデューサー - 黒木健一
- トータルコーディネーター - 渡部全助、沼田かずみ
- 企画・製作 - 大久保新
- 総合プロデュース - 株式会社スバック
- 制作 - 亜細亜堂、ピーマんハウス、トマソン
- 製作委員会メンバー - 日本出版販売、読売広告社、ワールド通商、コロムビアミュージックエンタテインメント、株式会社スバック

## 主題歌
オープニングテーマ「うなれ! TORAZO!」
作詞 - 伊藤アキラ / 作曲・編曲 - 小杉保夫 / 唄 - the Case BY Case ふみまる&じんじん
エンディングテーマ「平成お行儀音頭」
作詞 - ふみまる / 作曲 - 宮川泰 / 編曲 - 藤巻浩 / 唄 - the Case BY Case おにょろ&さんしょ
挿入歌
「次郎長パソドブレ」（第1話）
作詞 - ふみまる / 作曲・編曲 - 藤巻浩 / 唄 - the Case By Case おしげ
「森の石松　お茶　CHA CHA CHA」（第2話）
作詞 - ふみまる / 作曲 - あかのたちお / 編曲 - 藤巻浩 / 唄 - the Case By Case AKKO/YUKKO/MUKKO
「お蝶のワルツ」（第3話）
作詞 - むうむう / 作曲・編曲 - 藤巻浩 / 唄 - the Case By Case むうむう
「清水港のお産婆 SANBA」（第4話）
作詞 - ふみまる / 作曲 - 小杉保夫 / 編曲 - 藤巻浩 / 唄 - the Case By Case じんじん AKKO/YUKKO/MUKKO
「石松・七五郎の友情ジルバ」（第5話）
作詞 - むうむう / 作曲・編曲 - 小杉保夫 / 編曲 - 藤巻浩 / 唄 - the Case By Case じんじん＆ふみまる AKKO/YUKKO/MUKKO
「都鳥三兄弟 それも人生 これも人生」（第6話）
作詞・作曲 - ふみまる / 編曲 - 藤巻浩 / 唄 - the Case By Case たたたたたぁ
「お民のTANGO」（第7話）
作詞 - むうむう / 作曲・編曲 - 田ノ岡三郎 / 唄 - the Case By Case AKIKO
「ひとあしお先のチャールストン」（第8話）
作詞 - ふみまる / 作曲・編曲 - 藤巻浩 / 唄 - the Case By Case Macky&Yukko
「スローなマンボにしてくれ」（第9話）
作詞 - ジェームスカズ / 作曲 - 宮川泰 / 編曲 - 藤巻浩 / 唄 - the Case By Case おにょろ
「敵も味方もみんなふらふらフラ」（第10話）
作詞 - 宮下正夫 / 作曲・編曲 - 周防義和 / 唄 - the Case By Case オールキャスト

## 各話リスト
全10話がそれぞれ3回に分けられて放送された。
| 話数 | サブタイトル       |    | 話数             | サブタイトル |
| ---- | ------------------ | -- | ---------------- | ------------ |
| 1    | 石松金毘羅代参     | 6  | 閻魔堂の欺し討ち |              |
| 2    | 石松三十石船       | 7  | お民の度胸       |              |
| 3    | 石松と見受山鎌太郎 | 8  | 石松の最後       |              |
| 4    | 石松と都鳥一家     | 9  | 追分三五郎       |              |
| 5    | 石松と七五郎       | 10 | 追分宿の仇討ち   |              |

## 放送局
毎日放送制作だが、同局制作のUHFアニメのように、他系列での放送も多かった。
- 毎日放送（TBS系） - 制作局
- RKB毎日放送（同上）
- 静岡放送（同上）
- テレビ新潟（日本テレビ系）
- 長崎国際テレビ（同上）
- 熊本県民テレビ（同上）
- テレビ神奈川（独立UHF局）
- 群馬テレビ（同上）